# Krause (artiest)
Krause is de artiestennaam van de Nederlandse songwriter-performer Susanne Clermonts. Na jaren in punkrockbands te hebben gespeeld, veranderde ze in 2006 van koers en ruilde haar gitaren in voor analoge synthesizers. In 2009 bracht ze haar debuutalbum No Guts, No Glory uit en volgde deze in maart 2013 op met het album Tenderfoot.

## Biografie
Van 2006 tot 2008 trad Krause solo op. In mei 2009 kwam een drummer de liveshows versterken en een aantal maanden daarna werd een toetsenist aan het gezelschap toegevoegd. In 2008 tekende Krause bij Sony Music en strikte het drum’n’bass-producertrio Noisia om haar debuutalbum te produceren, dat in oktober 2009 uitgebracht werd tijdens het Amsterdam Dance Event.
Het debuutalbum ‘No Guts, No Glory’ is beïnvloed door jaren 80 synthpop, en ook Krause’s achtergrond in de punkrock is duidelijk hoorbaar. Ze trad op in De Wereld Draait Door en was te gast bij diverse radiostations zoals 3FM.
In 2012 bracht Krause in samenwerking met Zidiot een iPhone-game uit die als alternatief voor een videoclip van haar single Something Smells Fishy dient. Deze game leverde haar in 2013 opnieuw een nominatie op voor de Interactive Awards.
In maart 2013 bracht Krause haar tweede album Tenderfoot uit. Op dit album werkte ze samen met een scala aan Nederlandse producers zoals Mason, Sjam Sjamsoedin (Nobody Beats The Drum), Mike Luck, Dem Slackers en Fellow.
Vanaf 2012 trad Krause ook op als MC op diverse muziekfestivals en feesten.

## Discografie

### Albums
- 2007: Krausefiktion (ep op roze vinyl)
- 2009: No Guts, No Glory
- 2013: Tenderfoot

### Singles
- 2006: "I Lost My Tampon" - Platex Records
- 2008: "Radio Edit"
- 2009: "No Guts, No Glory"
- 2010: "Soaring Through the Starlight"
- 2010: "I Want a Pony"
- 2011: "Follow Me"
- 2012: "Solar" (remix van Blaudzun's track Solar)
- 2012: "Something Smells Fishy"
- 2013: "Human"
- 2013: "Obsession'

## Erkenning
- 2010: Interactive Award tijdens Noorderslag 2010[1]
- 2013: Nominatie Interactive Award

## Trivia
- Krause is dol op haring, dit werd breed uitgemeten tijdens haar optreden in De Wereld Draait Door.[2]
- Krauses kat heet Jekkie en komt vaak voorbij op haar socialemediakanalen. Ze heeft tevens een tatoeage van Jekkie op haar rechterbovenarm.
- Krause heeft synesthesie. In haar geval betekent dit dat ze woorden en geluiden kan ruiken en proeven.[bron?] Krause was hierover op 27 september 2012 te zien in een aflevering van het NTR-wetenschapsprogramma Pavlov, waar ze sprak met de hoofdgast van de aflevering, 3FM-DJ Paul Rabbering, die ook synesthesie heeft, maar in een andere vorm dan Krause. Uit de resultaten van een MRI-scan van de hersenen van Paul en Krause is daadwerkelijk te zien, dat er verbindingen tussen hersengebieden zijn (ze lichten op), die mensen zonder synesthesie niet (meer) hebben. In het geval van Krause worden bij het horen van een geluid tegelijk zowel het spraakcentrum actief, als het geur- en smaakgebied. Er is wetenschappelijk aangetoond, dat iemand inderdaad woorden en geluiden kan ruiken en proeven, of er kleuren bij ziet.[bron?]

- Gemeinsame Normdatei: 14186124X
- International Standard Name Identifier: 0000 0001 3091 9876
- MusicBrainz: 4b4ce3bc-f2b9-4170-9463-95c0337be30d
- Virtual International Authority File: 150856988
- WorldCat: E39PBJyCHWGD4wv63M3Xc789jC